# Раднор (Огайо)
Раднор (англ. Radnor) — переписна місцевість (CDP) в США, в окрузі Делавер штату Огайо. Населення — 180 осіб (2020).

## Географія
Раднор розташований за координатами 40°23′7″ пн. ш. 83°8′45″ зх. д. / 40.38528° пн. ш. 83.14583° зх. д. (40.385238, -83.145885).  За даними Бюро перепису населення США в 2010 році переписна місцевість мала площу 1,87 км², уся площа — суходіл.

## Демографія
Згідно з переписом 2010 року, у переписній місцевості мешкала 201 особа в 72 домогосподарствах у складі 58 родин. Густота населення становила 108 осіб/км².  Було 77 помешкань (41/км²).
Расовий склад населення:
| - 94,5 % — білих - 0,5 % — азіатів |

До двох чи більше рас належало 5,0 %. Частка іспаномовних становила 1,5 % від усіх жителів.
За віковим діапазоном населення розподілялося таким чином: 25,9 % — особи молодші 18 років, 59,2 % — особи у віці 18—64 років, 14,9 % — особи у віці 65 років та старші. Медіана віку мешканця становила 38,5 року. На 100 осіб жіночої статі у переписній місцевості припадало 105,1 чоловіків;  на 100 жінок у віці від 18 років та старших — 101,4 чоловіків також старших 18 років.
Середній дохід на одне домашнє господарство  становив 71 382 долари США (медіана — 75 486), а середній дохід на одну сім'ю — 88 988 доларів (медіана — 84 018). Медіана доходів становила 47 688 доларів для чоловіків та 39 107 доларів для жінок. 
Цивільне працевлаштоване населення становило 192 особи. Основні галузі зайнятості: роздрібна торгівля — 30,7 %, виробництво — 26,0 %, фінанси, страхування та нерухомість — 19,3 %.